# Episodi di Al lago con papà (prima stagione)
La prima stagione della serie televisiva Al lago con papà, composta da 8 episodi, è stata interamente pubblicata il 17 giugno 2022, sulla piattaforma streaming Prime Video, nei paesi in cui il servizio è disponibile.
| nº | Titolo originale         | Titolo italiano           | Pubblicazione  |
| -- | ------------------------ | ------------------------- | -------------- |
| 1  | Tilt-a-Grrl              | Pagaiando nei ricordi     | 17 giugno 2022 |
| 2  | Game Night               | La serata dei giochi      | 17 giugno 2022 |
| 3  | Picnic at Raven's Rock   | Affronta le tue paure     | 17 giugno 2022 |
| 4  | The Simplex Solution     | Proposta indecente        | 17 giugno 2022 |
| 5  | Mommy Queerest           | Il talent show            | 17 giugno 2022 |
| 6  | Midsommar Madness        | La giornata dello scherzo | 17 giugno 2022 |
| 7  | Trust Issues             | Alla deriva               | 17 giugno 2022 |
| 8  | No White After Labor Day | Fine dell'estate          | 17 giugno 2022 |